# 증평 광덕사 석조여래입상
증평 광덕사 석조여래입상(曾坪 光德寺 石造如來立像)은 충청북도 증평군 도안면, 광덕사에 있는 고려시대의 석불이다. 1980년 11월 13일 충청북도의 유형문화재 제75호로 지정되었다.

## 개요
충청북도 증평군 도안면 광덕사에 있는 전체 높이 4.8m, 불상 높이 4m나 되는 거대한 불상이다.
긴 얼굴에 눈은 반쯤 뜨고 정면을 바라보며, 목에는 3개의 줄 삼도(三道)가 있고, 귀는 긴 편이다. 위엄이 있으면서 자비로운 인상을 풍기고 있는 고려 초기의 작품이다.

## 현지 안내문
증평 광덕사 석조여래입상은 지름 1.84m, 높이 0.83m 둥근 연화대좌 위에 서있으며, 높이는 3.15m이다. 불두는 넓은 얼굴에 코가 크고, 두 귀는 긴 편이며, 목에는 삼도가 있으며, 소발은 머리에 육계가 있고, 미간에는 백호가 표현되어 있다. 불신은 얼굴에 비해 짧은 편이고 법의는 통견으로 양팔에 걸쳐 있으며, 배 아래로 활모양의 주름이 조각되어 있다. 오른손은 가슴으로 올려 외장하고 왼손은 배위에 붙이고 내장하였다.
이 석조여래입상은 전체적인 조각이나 규모의 장대함 등으로 보아 대략 10세기 전후인 신라 말기 내지는 고려 초기에 조성된 것으로 추정되며, 증평 지역에 있는 다른 불상들과의 양식적인 관련성과 신앙형태에 대한 연구자료가 되고 있다.

## 같이 보기
- 광덕사

## 참고 자료
- 증평 광덕사 석조여래입상 - 국가유산청 국가유산포털